# Nuyumbalees Cultural Centre
Das Nuyumbalees Cultural Centre ist ein Museum und Kulturzentrum in Cape Mudge auf der westkanadischen Quadra-Insel zwischen Vancouver Island und dem Festland.
Das 1979 als Kwagiulth Museum and Cultural Centre eröffnete Museum und Kulturzentrum, das heutige Nuyumbalees Cultural Centre, repräsentiert die Kultur der offiziell als Cape Mudge bezeichneten Kwakwaka'wakw First Nation. Nuyumbalees bedeutet Anfang, was sich darauf bezieht, dass die von Ethnologen und Kunsthändlern entführten kulturellen Schätze hierher zurückgebracht worden sind. Das Zentrum wurde von der 1975 vom Traditionellen Häuptling gegründeten Nuyumbalees Society gegründet.
Sie handelte mit mehreren Museen, unter ihnen das National Museum of Man in Ottawa, das Royal Ontario Museum in Toronto und das National Museum of the American Indian in New York die Rückgabe der zeremoniellen Gegenstände aus, vor allem der für den Potlatch wichtigen. Hinzu kamen die zeremoniellen Gegenstände der Häuptlinge (Regalia). Nach der Errichtung des Zentrums und Schulungen für die Aufbewahrung, Konservierung und Ausstellung Zuständigen, wurde das Museum im Februar 1979 eröffnet. Nach Umbauarbeiten erfolgte am 13. Mai 2007 die Neueröffnung.

## Geschichte
1911 begann das National Museum of Australia Verhandlungen mit dem Kunsthändler Frank A. Wilkes. Es wollte 56 Artefakte von den Indianern der Pazifischen Nordwestküste erstehen. 1910 und 1911 hatte der in Australien lebende Amerikaner John Stacey versucht, von der Begeisterung für die Kultur der Nordwestküste zu profitieren, indem er eine Performance-Gruppe der Südlichen Kwakwaka'wakw zusammenstellte. Die Victoria Daily Times berichteten am 25. Februar 1911 von der Abfahrt der Gruppe, die Totempfähle und Kanus, Waffen und Kleider, Körbe und Masken mit sich trug. Danach waren sie die erste Gruppe dieser Art, die Australien besuchte. Doch endete der Besuch in Australien und Neuseeland in einem finanziellen Fiasko, und Wilkes musste zahlreiche Kultgegenstände verkaufen, um die Rückreise finanzieren zu können. Das National Museum of Australia erhielt unter Vermittlung von Stacey die Wilkes-Sammlung, die spätere Cape Mudge Collection. Sie stammte ganz überwiegend von Quadra Island.
In den 80er Jahren wurden zwei Totempfähle und drei Masken (Adler, Bär und Echo) zurückgegeben. Die Hunt-Familie, eine der angesehensten unter den Kwakwaka'wakw, erbot sich, dem Museum Gegengeschenke zu machen. Calvin Hunt, ein Enkel des als „Schnitzkünstler des Jahrhunderts“ bezeichneten Traditionellen Häuptlings Mungo Martin, schenkte dem Museum darüber hinaus zwei weitere Werke. Die Masken wurden zunächst vom Canadian Museum of Civilization in Ottawa aufbewahrt.
Vor wenigen Jahren wurden Petroglyphen zum Zweck des Schutzes zum Kulturzentrum transferiert, weitere befinden sich in der Lower Gallery.
Beim Kulturzentrum befindet sich ein weiteres Gebäude, das Räumlichkeiten für Künstler, Workshops und kulturelle Bildung vorhält, das Kwikwi Gillas Cultural Education Centre.